# Plan and Execution
"Plan and Execution" es el séptimo episodio y final de mitad de temporada de la sexta temporada de Better Call Saul, serie de televisión “precuela” derivada de Breaking Bad. Fue escrito y dirigido por Thomas Schnauz. Se emitió el 23 de mayo de 2022 en AMC y AMC+. En varios países fuera de Estados Unidos y Canadá, se estrenó en Netflix al día siguiente.
En este episodio, Jimmy McGill y Kim Wexler llevan a cabo su plan para desacreditar a Howard Hamlin durante la audiencia del acuerdo por el caso Sandpiper. Mientras tanto, Lalo Salamanca reaparece en Albuquerque después de descubrir la ubicación del laboratorio secreto de metanfetamina de Gus Fring. 
"Plan and Execution" recibió elogios de la crítica por su dirección, cinematografía, partitura y actuaciones en pantalla, sobre todo la de Patrick Fabian como Howard. Un estimado de 1,19 millones de espectadores vieron el episodio durante su primera transmisión en AMC, además de contar con un 9,9 de calificación en IMDb.

## Trama
El día de la mediación del acuerdo Sandpiper, Jimmy, Kim y el equipo de filmación de Jimmy se apresuran a volver a tomar sus fotos del actor que interpreta al mediador Rand Casimiro para que el brazo roto del Casimiro real se muestre en las imágenes falsas. Cubren las fotos con el fármaco dilatador de pupilas que obtuvieron del Dr. Calderay luego Jimmy se las da al investigador privado de Howard, quien ha estado trabajando con Jimmy y Kim todo el tiempo.
En la oficina de Hamlin, Hamlin & McGill (HHM), poco antes de que comience la sesión de mediación, Howard tiene una conversación con un practicante llamado Cary, donde hablan sobre Chuck; luego tiene una reunión con el investigador y ve las fotos, que parecen mostrar a Jimmy dándole a alguien los $20.000 dólares que retiró recientemente del banco. Mientras Jimmy y Kim escuchan la conferencia telefónica para la mediación, Howard se sorprende al reconocer a Casimiro como el hombre de las fotos y lo acusa de aceptar dinero de Jimmy. Cuando Howard intenta recuperar las fotos de su oficina para probar su acusación, descubre que han sido cambiadas por fotos inocuas de Jimmy. El comportamiento errático de Howard provoca el final de la conferencia de mediación, y por recomendación de Cliff, HHM y Davis & Main se ven obligados a resolver el caso por menos de lo que esperaban.
Lalo regresa a Albuquerque y pasa varios días monitoreando la lavandería de Gus. Hace una grabación en video diciéndole a Don Eladio que tiene pruebas de la deslealtad de Gus con el cartel. Suponiendo que Gus está monitoreando las llamadas de Héctor Salamanca, Lalo le dice a su tío que tiene la intención de atacar a Gus esa noche, pero se le ocurre una idea cuando ve pasar una "cucaracha". Mike reproduce una grabación de la llamada a Gus y luego agrega protección adicional para Gus al redistribuir equipos de seguridad de objetivos considerados de baja prioridad para Lalo. A la noche Howard reconstruye la estafa de Jimmy y Kim y los confronta en su apartamento, asegurándoles que pasará la vida buscando desenmascararlos. Para sorpresa de ambos, Lalo llega poco después, con la intención de "hablar" con Jimmy y Kim. Mientras Kim implora a Howard que se vaya, Lalo lo mata de un tiro en la cabeza.

## Producción
"Plan and Execution" fue escrito y dirigido por Thomas Schnauz, escritor veterano de Better Call Saul y Breaking Bad. El episodio presenta la muerte de Howard Hamlin, interpretado por Patrick Fabian, un habitual de la serie desde la primera temporada. Fabian sabía antes de la filmación de la sexta temporada que su personaje tendría una salida anticipada, pero solo recibió la noticia de la muerte de su personaje unas dos semanas antes de filmar el episodio, y señaló que los escritores caracterizaron el momento como "una bisagra que balancea el resto de temporada abierta". Schnauz dijo que la muerte de Howard era "inevitable" porque "sentía que algo horrible tenía que pasar como resultado de la estafa". Rhea Seehorn, quien interpreta a Kim, dijo que la muerte de Howard fue "la encarnación de lo que Kim y Jimmy han estado fingiendo que no es cierto durante toda la temporada: que sus acciones no tienen consecuencias".
Los escritores exploraron docenas de formas posibles de terminar la historia de Howard. Una idea que consideraron involucraba el regreso de los gemelos patinadores del primer y segundo episodio de la serie. En él, Howard habría sido engañado para que pensara que había atropellado y matado a uno de ellos. Schnauz dijo que era una de muchas "tramas diferentes y locas". Trabajamos en estas historias durante tanto tiempo y tantos días y recorremos tantos caminos diferentes que es difícil decir cuándo sentimos que estábamos en el camino correcto. Simplemente vamos pieza por pieza". Otra idea habría visto a Lalo tomando a Howard, Jimmy y Kim como rehenes, pero pensaron que Lalo matando a Howard era "una manera perfecta de asustar a Jimmy y Kim, para poner una bala en la cabeza de este extraño y pasar a la segunda parte de su plan". Schnauz y el director de fotografía Marshall Adams filmaron las reacciones de Jimmy y Kim ante la entrada de Lalo de varias maneras, inspirándose en una escena del episodio de la quinta temporada "Bad Choice Road", donde una serie de cortes muestran la reacción traumatizada de Jimmy ante los sonidos de un exprimidor. Se instalaron dos cámaras en la cara del actor Bob Odenkirk, que interpreta a Jimmy, para capturar los cortes. Schnauz y el editor Skip Macdonald enviaron inicialmente una versión de la escena final a AMC y Sony que presentaba un primer plano de la pupila de Jimmy dilatándose. Cuando los estudios cuestionaron la necesidad de la toma, finalmente decidieron que lo más simple era mejor y, en su lugar, usaron una toma de Lalo apareciendo lentamente detrás de Howard mientras los personajes miraban en un "silencio grave y atónito". 
Los rumores sobre la muerte de Howard comenzaron a circular en línea en diciembre de 2021, cuando Odenkirk compartió una foto de sí mismo con Fabian, quien estaba vestido de personaje y tenía sangre en el cabello. Después de que se emitiera "Plan and Execution", Odenkirk admitió su error en Twitter: "Bueno, se puede decir la verdad. Metí la pata". Fabian dijo que el equipo "simplemente fingió que no había nada allí, pero también tuve muchas explicaciones para ello. Así que me alegré de que no fuera más lejos de lo que fue".
El truco que Howard realiza para evitar que un refresco batido se burbujee fue agregado por Schnauz, quien lo aprendió de su padre.  Jennifer Bryan fue la diseñadora de vestuario de los trajes que Howard usa en el episodio y durante toda la temporada, que fueron hechos a mano en Génova y ensamblados en Los Ángeles por Di Stefano de Italia. El desagüe pluvial desde el que mira Lalo con binoculares no existe. El sistema de alcantarillado se construyó sobre un escenario utilizando piezas del petrolero del episodio de la sexta temporada "Rock and Hard Place". Tony Dalton, que interpreta a Lalo, filmó sus escenas en el escenario. El desagüe pluvial se agregó digitalmente más tarde a las escenas durante la posproducción. : 23:12–25:35 
En agosto de 2020, el cocreador de la serie, Peter Gould, dijo que no estaba a favor de dividir la sexta y última temporada en dos partes. En febrero de 2022, AMC reveló que dividirían la temporada, con "Plan and Execution" como final de mitad de temporada antes de un intermedio de seis semanas. En mayo, Gould se burló del episodio diciendo que el suspenso fue "uno grande. Creo que estas van a ser unas pocas semanas dolorosas para que algunas personas descubran lo que sucede". El día antes de que se emitiera el episodio, Schnauz dijo: "Solo para advertirles a todos: escribimos S6 de #BetterCallSaul para que se transmita como 13 episodios continuos, pero varios retrasos dividieron la temporada a la mitad. Así que 607 no fue escrito o filmado como un 'cliffhanger' tradicional". Después de que se emitió el episodio, Gould dijo que "dio la casualidad de que la muerte de Howard se produjo justo en la mitad de la temporada. Y fue un buen punto de quiebre, a mitad de temporada, para AMC". Schanuz reiteró que los escritores no planeaban tener el evento de la muerte de Howard como final de mitad de temporada y sostuvo que se trataba de una coincidencia. 

## Recepción

### Respuesta crítica
"Plan and Execution" recibió elogios universales de la crítica. En el sitio web del agregador de reseñas Rotten Tomatoes, el 100% de las siete reseñas son positivas, con una calificación promedio de 10/10. Scott Tobias de Vulture y Nick Harley de Den of Geek compartieron cinco de cinco calificaciones para el episodio, mientras que Kimberly Potts de The AV Club y Steve Greene de IndieWire le dieron una calificación de "A". Salon lo nombró el tercer mejor episodio de televisión del año. Los miembros del equipo que fueron reconocidos por su trabajo en este episodio incluyeron al escritor y director Thomas Schnauz, el compositor Dave Porter, el director de fotografía Marshall Adams y los miembros del reparto Patrick Fabian, Bob Odenkirk y Rhea Seehorn. La primera mitad del episodio, que representa la ejecución de Jimmy y Kim de su plan contra Howard, fue bien recibida.  Alan Sepinwall de Rolling Stone dio notas positivas a la partitura de Porter durante estas secuencias, llamándola "una de sus travesuras musicales más alegres de toda la serie".
La atención al detalle, como el parpadeo de la vela encendida, la puesta en escena y las actuaciones en la escena final, recibieron elogios de la crítica. La muerte de Howard se comparó con la muerte del adolescente Drew Sharp en el episodio "Dead Freight" de Breaking Bad, además de la escena del apartamento de Pulp Fiction donde el personaje de Samuel L. Jackson dispara casualmente a un hombre antes de preguntarle al amigo del hombre: "Oh, lo siento, ¿rompí tu concentración?"  Melanie McFarland de Salon notó el doble significado detrás del título del episodio y clasificó la revelación de lo que significaba "ejecución" como "una de las [escenas] más oscuras de la serie", aunque dijo que no estaba en "el mismo nivel de tragedia". como el episodio de Breaking Bad "Ozymandias". La actuación de Fabian se destacó como la mejor del episodio.  Greene dijo que sus escenas fueron "todas entregadas con la fuerza de alguien que sabe que le faltan sus últimas escenas. Sin embargo, Fabian no exagera ninguno de ellos. Incluso hasta el '¿Quién eres?' Howard le da a Lalo (una entrega perfecta que de alguna manera le da un poco de ligereza a una situación increíblemente tensa), nunca insinúa que el final está a la vuelta de la esquina. Baste decir que la muerte de Howard marca un cambio innegable para la recta final".

### Calificaciones
Un estimado de 1,19 millones de espectadores vieron "Plan and Execution" durante su primera transmisión en AMC el 23 de mayo de 2022. La audiencia del episodio aumentó en un 87% a 2,2 millones de espectadores después de tres días de audiencia retrasada. En AMC+, "Plan and Execution" se vio un 61% más que el estreno de la temporada, "Wine and Roses".

### Elogios
En la 74.ª edición de los Primetime Emmy Awards, Bob Odenkirk recibió una nominación a Mejor Actor Principal en una Serie Dramática por este episodio, mientras que Thomas Schnauz recibió una nominación a Mejor Guion en una Serie Dramática.